# محوطه تاریخی سرکوبه
محوطه تاریخی سرکوبه مربوط به پیش ا ز تاریخ است و در شهرستان خمین، بخش مرکزی، دهستان حمزه لو، روستای سرکوبه واقع شده و این اثر در تاریخ ۲۰ اسفند ۱۳۸۵ با شمارهٔ ثبت ۱۸۰۲۰ به‌عنوان یکی از آثار ملی ایران به ثبت رسیده است.